# 邦創典
邦 創典（くに そうてん、1903年11月24日 - 1982年12月21日）は、日本の俳優。東京市深川区菊川（現：東京都墨田区菊川）出身。東京府島田町立実業補習学校（現：東京都立墨田工科高等学校）卒。極東映画、松竹、東宝、新東宝（現：国際放映）、エヌ・エー・シーなどに所属していた。本名は桑原 二郎。旧芸名は国 創典。特技は剣舞。
妻は女優の五月藤江（さつき ふじえ、1893年10月5日 - 1982年8月21日）。

## 出演作品

### 映画
- 怪奇 江戸川乱山（1937年） - 大島伝八
- 相馬の金さん（1938年） - 阪本
- 美はしき出発（1939年）
- 川中島合戦（1941年）
- ハワイ・マレー沖海戦（1942年） - 掌衣糧長[2]
- 加藤隼戦闘隊（1944年）
- 鍋島怪猫伝（1949年） - 深沢
- 若き日の啄木 雲は天才である（1954年） - 古田先生
- たん子たん吉珍道中（1954年） - 無頼漢五郎七
- 清水の三ン下奴（1955年） - 増川の仙右衛門
- 森繁のデマカセ紳士（1955年） - 小劇場の支配人
- 若人のうたごえ（1955年） - 助役・長尾
- 怨霊佐倉大騒動（1956年） - 重右衛門
- 女真珠王の復讐（1956年） - 警官・吉川
- 四谷怪談（1956年）
- 鉄血の魂（1956年） - 仙吉
- 勝鬨天魔峠（1956年） - 嘉平治
- 剣豪相馬武勇伝 桧山大騒動（1956年） - 渡辺将監
- 人形佐七捕物帖 妖艶六死美人（1956年） - 彫吉
- 海の三等兵（1957年） - 下士官
- 関八州大利根の対決（1957年） - 駕篭屋
- 姫君剣法 謎の紫頭巾（1957年） - 神谷竹翁
- 風雲急なり大阪城 真田十勇士総進軍（1957年） - 大脇軍太夫
- 明治天皇と日露大戦争（1957年） - 大島中将
- 剣聖 暁の三十六番斬り（1957年） - 神原兵部大輔
- 謎の紫頭巾 姫君花吹雪（1957年） - 梶原十左衛門
- 風雲天満動乱（1957年） - 鍵屋松右衛門
- 海女の戦慄（1957年） - 村人
- スーパージャイアンツ
  - 鋼鉄の巨人（スーパージャイアンツ）（1957年） - 刑事
  - 続 鋼鉄の巨人（スーパージャイアンツ）（1957年） - 刑事
  - スーパージャイアンツ 人工衛星と人類の破滅（1957年） - 外務大臣
  - 続スーパージャイアンツ 宇宙艇と人工衛星の激突（1958年） - 外務大臣
- 白蝋城の妖鬼（1957年） - 加瀬右近
- 憲兵とバラバラ死美人（1957年）
- 美男剣競録（1957年） - 安井主水
- 鏡山誉の女仇討（1957年） - 塚本屋新左衛門
- 危し! 伊達六十二万石（1957年） - 近江屋半四郎
- 将軍家光と天下の彦左（1957年） - 笹尾喜内
- 稲妻奉行（1958年） - 相模屋丹右衛門
- 世界の母（1958年） - 庫吉
- 女王蜂（1958年） - 真崎の秘書
- 天皇・皇后と日清戦争（1958年） - 大寺参謀
- 阿波狸変化騒動（1958年） - 屋島の禿狸
- 女体棧橋（1958年） - 飯島
- 若君漫遊記 サタン城の魔王（1958年） - 板倉宗十郎
- 人形佐七捕物帖 浮世風呂の死美人（1958年） - お春の父
- 黄金奉行（1958年） - 駒形屋藤五郎
- 人喰海女（1958年） - 源造
- 憲兵と幽霊（1958年） - 金成日
- 宇治みさ子の 緋ぢりめん女大名（1958年） - 伊勢屋茂右衛門
- 隠密将軍と喧嘩大名（前後篇）（1958年） - 城戸志摩
- 白線秘密地帯（1958年） - 宮本刑事
- 天狗四天王の逆襲（1958年） - 堀田和泉守
- 大暴れ女侠客陣（1958年） - 歌舞伎一座太夫元
- 女王蜂の怒り（1958年） - 留吉
- 重臣と青年将校 陸海軍流血史（1958年） - 西大将
- 裸女と殺人迷路（1959年） - 平塚課長
- 鍔鳴り三剣豪（1959年） - 小宮山内記
- 剣姫千人城（1959年） - 白木屋平兵衛
- 戦場のなでしこ（1959年） - 良
- ワンマン今昔物語（1959年） - ロータリクラブ会員
- 闘争の広場（1959年） - 大関警察署長
- 日本ロマンス旅行（1959年） - 民衆の父
- 怪談鏡ケ淵（1959年） - 仙右衛門
- 九十九本目の生娘（1959年） - 殿村
- 人形佐七捕物帖 裸姫と謎の熊男（1959年） - 春日屋
- 東海道 弥次喜多珍道中（1959年） - 千代の父
- 大天狗出現（1960年） - 五藤屋
- 黒線地帯（1960年） - 主任
- 地下帝国の死刑室（1960年） - 佐賀警視
- 若社長と爆発娘（1960年） - 大助
- 生首奉行と鬼大名（1960年） - 三河屋玄兵衛
- 黄線地帯 イエローライン（1960年） - サイパン発着所の親爺
- 御存知黒田ぶし 決戦黒田城（1960年） - 黒田右衛門佐忠之
- 花嫁吸血魔（1960年） - 里枝の父
- 女王蜂と大学の竜（1960年） - 雄太郎
- 弥次喜多珍道中 中仙道の巻（1960年） - 一つ家の老爺
- 東海道非常警戒（1960年） - 井上警部
- 女王蜂の逆襲（1961年） - 花島
- 松川事件（1961年） - 有治
- 怪談異人幽霊（1963年） - 山荘の爺さん
- 女浮世風呂（1968年） - 嘉助

### テレビドラマ
- 東レ サンデーステージ 第55話「たそがれ酒場」（1961年）
- 特別機動捜査隊
  - 第80話「帰らざる海」（1963年） - 南郷
  - 第230話「山刃の秘密」（1966年） - 泰三
- いまに見ておれ 第6話（1964年）
- 青年同心隊 第6話「中仙道つっ走り」（TBS）- 貸本屋の主人（※国創典名義）
- 大河ドラマ / 太閤記（1965年） - 僧
- テレビ指定席 / 廃屋の島（1965年）
- 泣いてたまるか
  - 第2話「やじろべえ夫婦」（1966年）
  - 第9話「おお独身くん!」（1966年）
  - 第17話「僕も『逃亡者』」（1966年）
  - 第25話「お家が欲しいの」（1966年）
  - 第54話「先生、泣いてたまるか」（1967年）
- 光速エスパー 第6話「超生命フロスター」（1967年）
- コメットさん 第16話「ぼくたちの家を作った」（1967年） - 八百屋のおやじ
- 怪奇大作戦 第13話「氷の死刑台」（1968年） - 水野
- 女殺し屋 花笠お竜
  - 第7話「合言葉は忠治好みの女」（1969年）
  - 第25話「愛のムチに陽は昇る」（1970年）
- 旗本退屈男 第9話（1970年）
- 鬼平犯科帳 第1シリーズ （NET / 東宝）
  - 第40話「かわうそ平内」（1970年）- 杉田伴内
  - 第55話「深川、千鳥橋」（1970年）- 万屋彦兵衛
  - 第61話「あほうがらす」（1970年）- 千五郎
- プレイガール 第102話「父は過去に何をしていた?」（1971年）
- 人形佐七捕物帳 第10話「怪談・変幻地獄」（1971年） - 村人
- 大忠臣蔵 第36話「若き義士の母二人」（1971年）
- 天皇の世紀 第5話「大獄」（1971年）
- 一心太助 - 弥平次
  - 第1話「天下の一大事」 - 第4話「娘魚屋繁盛記」（1971年）
  - 第13話「一夜だけの花嫁さん」（1971年）
  - 第25話「よき哉江戸の春」（1972年）
- なんたって18歳! 第6話「お金儲けは楽じゃない」（1971年）
- 鬼平犯科帳 第2シリーズ 第19話「刃傷以后」（1972年）- 与平
- 火曜日の女シリーズ 木の葉の家（1972年、NTV）
- ミラーマン 第6話「鏡の中の墓場」（1972年） - 守衛
- ウルトラシリーズ
  - 帰ってきたウルトラマン 第50話「地獄からの誘い」（1972年） - 小泉博士
  - ウルトラマンA 第46話「タイムマシンを乗り越えろ!」（1973年） - 足窪村の村人
- 緊急指令10-4・10-10 第5話「カブト虫殺人事件」（1972年） - 警備員
- ワイルド7 第23話「裏切りの星を撃て!」（1973年） - 老係員
- 太陽にほえろ!
  - 第47話「俺の拳銃を返せ!」（1973年） - 質屋主人
  - 第78話「恐怖の瞬間」（1974年） - 自動車修理工場長
  - 第142話「真実はどこに?」（1975年）
  - 第176話「狼の街」（1975年） - モグリの医師
  - 第212話「情報」（1976年） - 靴磨きの情報屋
  - 第254話「子連れブルース」（1977年） - 牧田芳太郎
  - 第286話「悪意」（1978年） - 料理屋主人
  - 第320話「翔べないカナリア」（1978年） - 公園の老人
  - 第337話「偽装」（1979年） - アパート管理人
  - 第429話「不良少年」（1980年）
  - 第446話「光る紙幣」（1981年） - 氏家誠
  - 第480話「年月」（1981年） - 轢き逃げされた老人
- 伝七捕物帳
  - 第5話「十手さばきに恋が咲く」（1973年）
  - 第16話「炎のなかの兄妹」（1974年）
  - 第32話「娘十八天一坊」（1974年）
  - 第78話「娘さらい お化け騒動」（1975年）
- ロボット刑事 第25話「兇悪ガトリングマンのバドービールス作戦!!」（1973年） - 河合医師
- 新・荒野の素浪人 第12話「鬼火の谷」（1974年）
- 幡随院長兵衛お待ちなせえ 第8話「帰って来た伊達男」（1974年）
- われら青春! 第8話「グッド・ファーザー!!」（1974年）
- 放浪記 第37話（1974年）
- 連続テレビ小説 / 鳩子の海（1974年 - 1975年）
- 大江戸捜査網
  - 第162話「人斬りに惚れた女」（1974年）
  - 第178話「殺し屋への挑戦状」（1975年） - 六兵衛
- イナズマンF 第10話「ウデスパー兄弟の挑戦状!!」（1974年） - 駐在
- 仮面ライダーX 第35話「さらばXライダー」（1974年） - 老人（サソリジェロニモJr）
- 傷だらけの天使 第13話「可愛いい女に愛の別れを」（1975年）
- 鬼平犯科帳 第14話「高杉道場 三羽烏」（1975年）
- マチャアキの森の石松 第8話「妻よ、あなたは強かった」（1975年）
- Gメン'75 第31話「男と女のいる特急便」（1975年）
- 新宿警察 第26話「長くて暑い日曜日」（1976年）
- 江戸の旋風II（1976年）
  - 第7話「深川父子唄」
  - 第13話「おみよの復讐」
- バトルホーク 第19話「恐怖の透明怪人」（1976年） - 老バラモン
- がんばれ!!ロボコン 第84話「ドンギラ!!天才画家ロボコン」（1976年、NET / 東映） - 立花
- 俺たちの朝 第29話「ドン底生活と芝居と大馬鹿野郎」（1977年） - 劇団アパッシュ審査員
- 悪魔が来りて笛を吹く（1977年）
- 達磨大助事件帳 第27話「若いのろし」（1978年）
- 若さま侍捕物帳 第6話「参上!!寄席ばなし」（1978年） - 寄席の客
- 西遊記 第6話「悟空破門! 三妖怪の罠」（1978年）
- ふしぎ犬トントン（1979年）
  - 第19話「赤ちゃんがいっぱい」
  - 第20話「トントン大集合」 - 老人の声
- 特捜最前線
  - 第163話「ああ三河島・幻の鯉のぼり!」（1980年）
  - 第211話「自供・檻の中の野獣!」（1981年）
- 旅がらす事件帖 第8話「直訴状に手を出すな」（1980年）
- 大捜査線 第39話「わたしはあの人を見た!」（1980年）
- 時代劇スペシャル / 仇討選手（1981年）
- ザ・ハングマン 第50話「女催眠術師のウラを探れ」（1981年） - 奥田工業の競争会社の幹部
- 火曜サスペンス劇場 / 受験地獄・東大受験 その朝めざまし時計が鳴らなかった（1982年） ※遺作
- 同心暁蘭之介 第32話「別れの歌」（1982年）